# Église Saint-Jacques de Lunéville
Pour l’article homonyme, voir Église Saint-Jacques.
L’église Saint-Jacques est une église catholique de style baroque datant du XVIIIe siècle située à Lunéville, dans le département français de Meurthe-et-Moselle en région Grand Est.

## Historique
L'église paroissiale Saint-Jacques est l'ancienne église de l'abbaye Saint-Remi fondée en 999 par Folmar, comte de Lunéville et aussi constructeur du premier château fort de Lunéville près d'un pont. L'abbaye d'abord tenue par les bénédictins, puis par des religieuses, est passée en 1135-1140 aux chanoines réguliers de Saint-Augustin, réformés au début du XVIIe siècle par saint Pierre Fourier. 
Par un acte de 1186, l'abbaye est en possession exclusive de desservir la paroisse de Lunéville. L'église paroissiale de Lunéville dépendait de l'abbaye Saint-Remi. Cette donation est confirmée en 1196 par Jean, archevêque de Trêves, en 1203 par deux actes signés par Eudes II de Sorcy, archidiacre, et Matthieu de Lorraine, évêque de Toul. La charte de Mathieu est confirmée en 1225 par Eudes II de Sorcy devenu évêque. Cette charte est confirmée par le pape Clément VII en 1382, et l'évêque Hector de Rochefort d'Ally en 1522. Cette dépendance des habitants à l'abbaye a amené des conflits, et les bourgeois ont essayé de s'affranchir de cette tutelle. C'est probablement après 1265, quand les habitants ont obtenu leur affranchissement qu'ils ont fait construire une nouvelle église paroissiale dédiée à saint Jacques hors de l'enclos et de la dépendance de l'abbaye. Une des cloches de l'église, détruite à la Révolution, mentionne : « Je fu ja de Vy apportée du temps le riche duc Ferry mil-trois-cent et vingt-six ». Ce qui suppose que l'église avait été édifiée avant 1326. En 1434, un conflit s'est déclaré entre les bourgeois et l'abbaye au sujet des fonts baptismaux. Ceux-ci se trouvaient dans l'abbatiale et les bourgeois voulaient les transférer dans l'église Saint-Jacques. L'abbé en appela au concile de Bâle qui a décidé de remettre la décision au duc de Lorraine, René d'Anjou. 
Après l'occupation de Nancy par les troupes françaises, le duc Léopold s'est installé à Lunéville en 1702. La ville est alors devenue la capitale de la Lorraine et a connu une transformation architecturale.

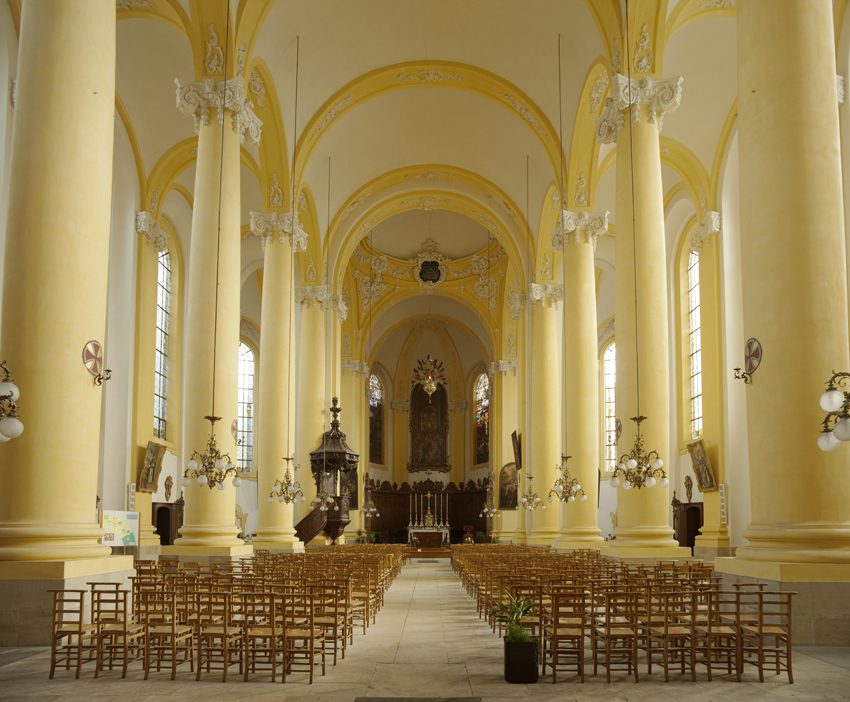
Vue de l'intérieur.

L’église Saint-Jacques de Lunéville, à cette époque église de l'abbaye Saint-Remi de Lunéville, a été réédifiée dans le style baroque à partir de 1730. Le duc de Lorraine François III a posé la première pierre le 19 juillet 1730. Les plans de l'église peuvent être attribués principalement à Jean-Nicolas Jennesson pour le premier niveau. On connaît surtout « l'entrepreneur, appareilleur, conducteur de travaux » Romain Chasseur qui semble avoir joué un rôle assez important dans la construction pour obtenir d'être inhumé dans le caveau des chanoines en 1750. Faute d'argent, les travaux vont durer 15 ans avec de longues périodes d'arrêt. 
Stanislas Leszczynski devient duc de Lorraine en 1737 et va intervenir dans le chantier de l'église Saint-Remi. En 1743, il a proposé d'y transférer l'église paroissiale Saint-Jacques. Les chanoines semblent accepter cette proposition, mais les paroissiens ont levé  nombreuses objections. L'année suivante, le roi Stanislas a levé les objections des paroissiens en leur offrant 19 000 livres pour le parachèvement de la dite église, la construction des tours, de l'orgue et des ornements, et il confia les travaux à son architecte Emmanuel Héré.
La destruction de l'église paroissiale Saint-Jacques, « très ancienne, enfoncée, mal saine et tombant de vétusté », fut décidée et adjugée le 26 mars 1746.
L'église actuelle est consacrée le 20 octobre 1745 par l'évêque de Toul, Scipion-Jérôme Bégon, en présence des chanoines, de leur abbé le R. P. Dominique Bexon  et du roi Stanislas. La construction n'est pas encore achevée. Le groupe de l'horloge au-dessus du fronton est érigé aux frais des habitants en 1749, sculpté par Joseph Béchamp « conformément au modèle que le roi a agréé ».
Emmanuel Héré a fait réaliser les deux imposantes tours de 52 mètres, surmontées des statues de saint Michel terrassant le Dragon et de saint Jean Népomucène dues au sculpteur Barthélemy Guibal, ainsi que la tribune et l'étonnant buffet d'orgue qui sont réalisés entre 1749 et 1752. En 1745, l'église accueillit aussi la paroisse Saint-Jacques, qui s'est maintenue jusqu'à nos jours.

## Protection
L'église Saint-Jacques fait l’objet d’un classement au titre des monuments historiques depuis le 20 septembre 1926. La Fondation du patrimoine a lancé une collecte en 2023 pour la restauration de sa façade nord.
Visites guidées gratuites de 14h à 18h du mercredi après-midi au lundi après-midi inclus du mi-juin à mi-septembre.

## Intérieur de l'édifice

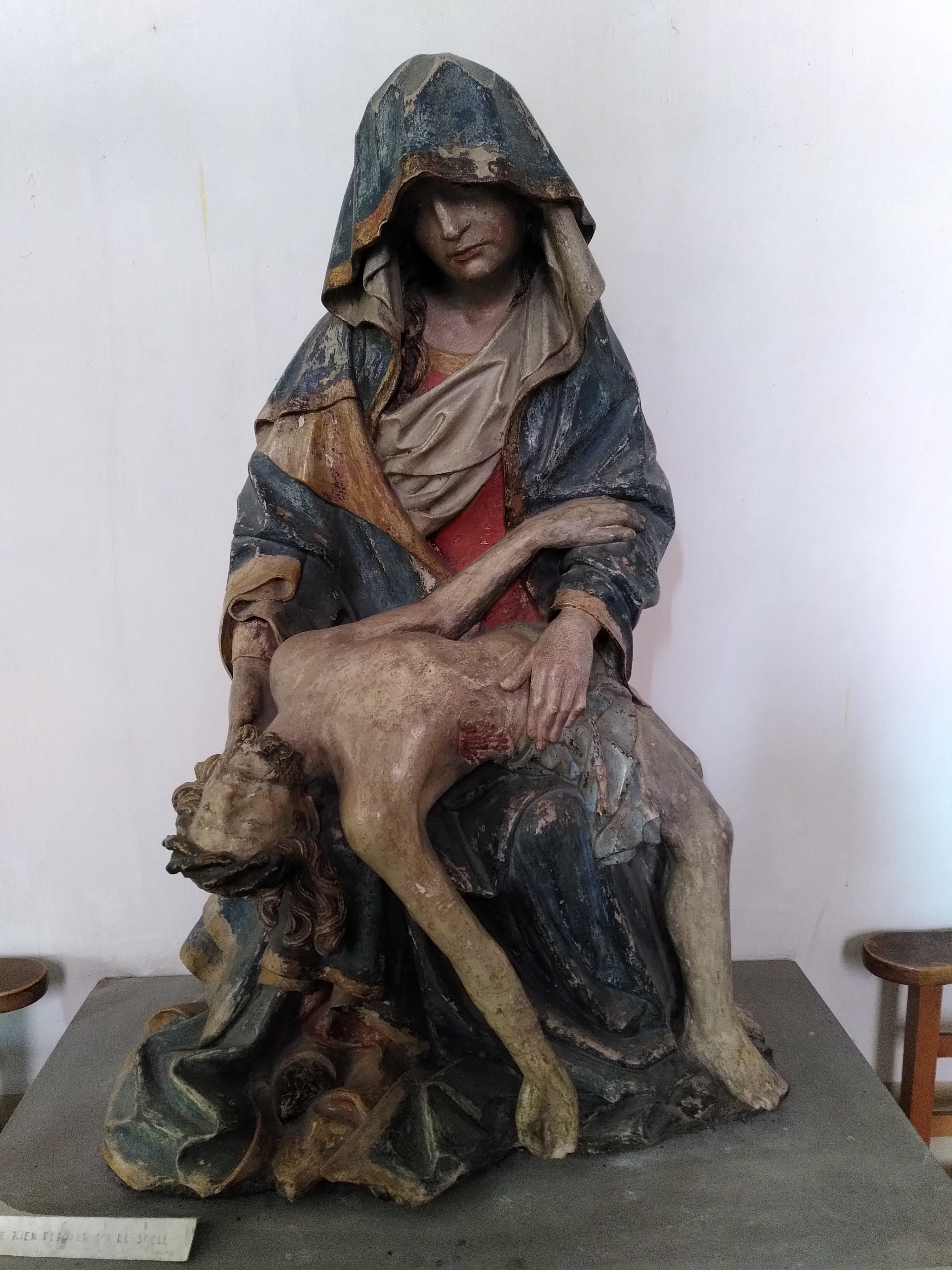
Pietà du en bois polychrome, église Saint-Jacques de Lunéville.

L'intérieur est également de facture baroque, mais reste assez sobre si on le compare aux édifices de même style construits à la même époque (comme l'abbaye d'Ottobeuren ou l'église de Wies, toutes deux en Bavière). Le badigeon coloré procure une agréable lumière jaune (« jaune Marie-Thérèse »). Outre l'orgue, l'église possède de belles boiseries dans le chœur et des peintures de Jean Girardet.
Émilie du Châtelet est inhumée sous une dalle noire. À gauche de l'entrée se trouve également, un monument funéraire ayant contenu les entrailles de Stanislas Leszczyński qui fut profané à la Révolution française.
Une Pietà en bois polychrome du XVe siècle, seul reste de l'ancienne église, se trouve au fond contre le mur Est, à gauche du cœur.

## L'orgue

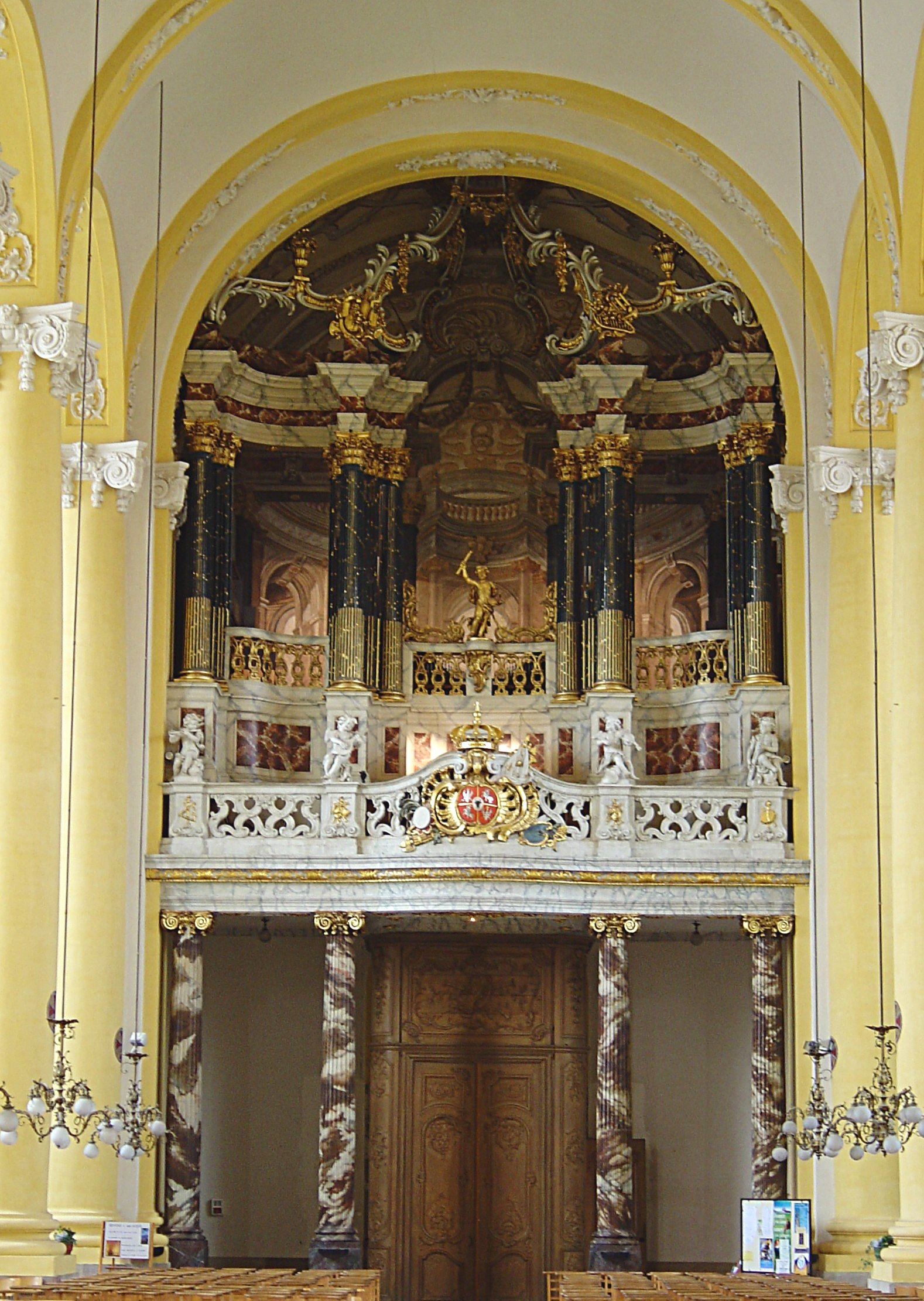
Vue d'ensemble du Grand Orgue.

Dessiné par l'architecte Emmanuel Héré (architecte de la Place Stanislas à Nancy et des tours de l'église), l'orgue est un très rare exemple d'instrument sans tuyaux apparents. Ce buffet inhabituel est ici complété par une fresque en trompe-l'œil représentant "l'entrée du Paradis". Caché derrière dans un décor de colonnes et de balustrades, l'orgue fut construit entre 1749 et 1751 par le facteur d'orgues nancéien Nicolas Dupont.
En 1823, le facteur Jean-Baptiste Gavot ajouta une grosse caisse avec son mécanisme à l’instrument, comme en avaient déjà été pourvu les orgues de Dupont à Toul et à Nancy. Au début du XIXe siècle, la titulaire de l'orgue fut Marguerite Nôtre (1759-1837), fille de Jean-Baptiste Nôtre (1732-1807), organiste de la cathédrale de Toul et compositeur. L'orgue fut transformé en un instrument romantique, entre 1850 et 1852, par le facteur d'orgue  Jean-Nicolas III Jeanpierre, qui réutilisa une grande partie de la tuyauterie de Dupont. Théodore Jaquot y apporta quelques modifications entre 1882 et 1928. L'orgue fut démonté pour permettre la restauration du buffet en 1991. Accusant le poids des années, il fut décidé de reconstruire l'instrument à partir de 1998, sur un plan de Michel Chapuis en essayant de garder le meilleur des esthétiques de Dupont et de Jeanpierre. La reconstruction fut confiée à Bertrand Cattiaux et Laurent Plet (qui s'occupa de la tuyauterie). Le nouvel orgue fut inauguré le 4 mai 2003 par Philippe Lefebvre et Michel Chapuis le 11 mai 2003.
L'orgue fait également l'objet d'un classement monument historique.

### Liste des organistes de l’église
- Charles Caspar (1827 – 1905), de 1845[10] à 1905
- Albert Colotte (18.. – 19..)[11], de 1914[10] à 1966
- Maurice Jacques (1922 – 2008[12]), de 1965 à 2003[10]
- Aude Schuhmacher titulaire actuelle[10], ancienne élève de Pierre Cortellezzi, Jean-Philippe Fetzer (CNR) et Jean Boyer (CNSM Lyon)